# 能因

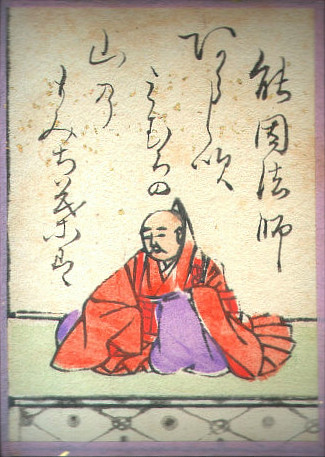
能因

能因（のういん、永延2年（988年） - 永承5年（1050年）あるいは康平元年（1058年））は、平安時代中期の僧侶・歌人。俗名は橘永愷（たちばな の ながやす）。法名は初め融因。近江守・橘忠望の子で、兄の肥後守・橘元愷の猶子となった。子に橘元任がいた。中古三十六歌仙の一人。

## 経歴
初め文章生に補されて肥後進士と号したが、長和2年（1013年）、26歳で出家した。和歌に堪能で、伊勢姫に私淑し、その旧居を慕って自身の隠棲の地も摂津国古曽部にさだめ、古曽部入道と称した。藤原長能に師事し、歌道師承の初例とする。和歌六人党を指導する一方、大江嘉言・源道済などと交流している。甲斐国や陸奥国などを旅し、多くの和歌作品を残した。
『後拾遺和歌集』（31首）以下の勅撰和歌集に67首が入集している。歌集に『能因集』があり、ほかに私撰集『玄々集』、歌学書『能因歌枕』がある。歌枕に強い関心があったと伝えられており、和歌に対する強い情熱から、様々な逸話が残されている。
有名な逸話が『古今著聞集』にある。
あるとき、能因は「都をば霞とともに立ちしかど秋風ぞ吹く白河の関」という歌を詠んだ。この歌の出来映えに満足したが、能因は白河を旅したことがなかった。そこで自分は旅に出たという噂を流し、家に隠れこもって日焼けをし、満を持してから発表したという。
(現大阪府高槻市古曽部町)には、隠棲の地と伝えられる少林窟道場（「正林庵」、「松林庵」）や、その墓と伝えられているものが存在する。

## 和歌作品
小倉百人一首
あらし吹く み室の山の もみぢばは 竜田の川の 錦なりけり（69番：「後拾遺集」秋・366）

古今著聞集
都をば霞とともに立ちしかど秋風ぞ吹く白河の関（「後拾遺集」羇旅・518）